# George Armstrong Custer
George Armstrong Custer (5. prosince 1839 New Rumbley – 25. června 1876 Montana) byl americký důstojník, který velel jízdním jednotkám v americké občanské válce a indiánských válkách. Po skončení občanské války se stal velitelem 7. kavalerie. Velel v několika bitvách americké občanské války. Vedl Michiganskou brigádu, kterou během americké občanské války nazýval Wolverines-Rosomáci. Poražen a zabit byl v bitvě u Little Bighornu, kde bojoval proti koalici domorodých indiánských kmenů, složené téměř výhradně z bojovníků kmenů Siouxů, Šajenů a Arapahů, vedenými náčelníky Siouxů, kterými byli Splašený kůň, Žluč a Sedící býk.

## Životopis

### Rodina
Narodil se v New Rumley v Ohiu. Jeho otcem byl Emanuel Henry Custer (1806–1892), farmář a kovář, matkou Marie Ward Kirkpatrick (1807–1882), která byla anglického a skotsko-irského původu.
Za svého života měl několik přezdívek. Mezi bílými byl znám jako Autie (podle jeho prvních dětských pokusů vyslovit své prostřední jméno, Armstrong), Fanny nebo Curley. Indiáni mu říkali Žlutý vlas (Yellow Hair), Syn Jitřenky (Son of the Morning Star) nebo Tuhý zadek, tuto poslední přezdívku si mezi indiány vysloužil pro svou schopnost vydržet celé dny sedět v sedle.
Jeho bratři Thomas Custer a Boston Custer zemřeli společně s ním v Bitvě u Little Bighornu, stejně jako jeho švagr a synovec. Měl ještě dva další sourozence, kterými byli Nevin Custer a Margaret Custer, dále měl ještě několik sourozenců nevlastních. Jeho rodina z otcovy strany pocházela z Vestfálska v Německu. Emigrovali do Ameriky v 17. století. Původní příjmení rodiny bylo „Küster“. On sám společně se svými bratry představovali pátou generaci potomků Němce Arnolda Küstera z Kaldenkirchen v Severním Porýní-Vestfálsku, který imigroval do Hanoveru v Pensylvánii.
Dívčí jméno jeho matky bylo Marie Ward. V roce 1823 se vdala za Israela Kirkpatricka, který zemřel v roce 1835. Když ovdověla, vdala se roku 1836 za Emanuela Henryho Custera. Její prarodiče, George Ward (1724–1811) a Mary Ward (Grier) (1733–1811), se narodili v Durhamu v severní Anglii a emigrovali do Spojených států. Jejich syn James Grier Ward (1765–1824) se narodil v Dauphinu v Pensylvánii a oženil se s Catherinou Rogers (1776–1829), jejíž dcera Marie Ward byla Custerovou matkou. Catherine Rogers byla dcerou Thomase Rogerse (narozen v Anglii 1742) a Sarah Armstrong, podle které dostal své prostřední jméno.

### Mládí

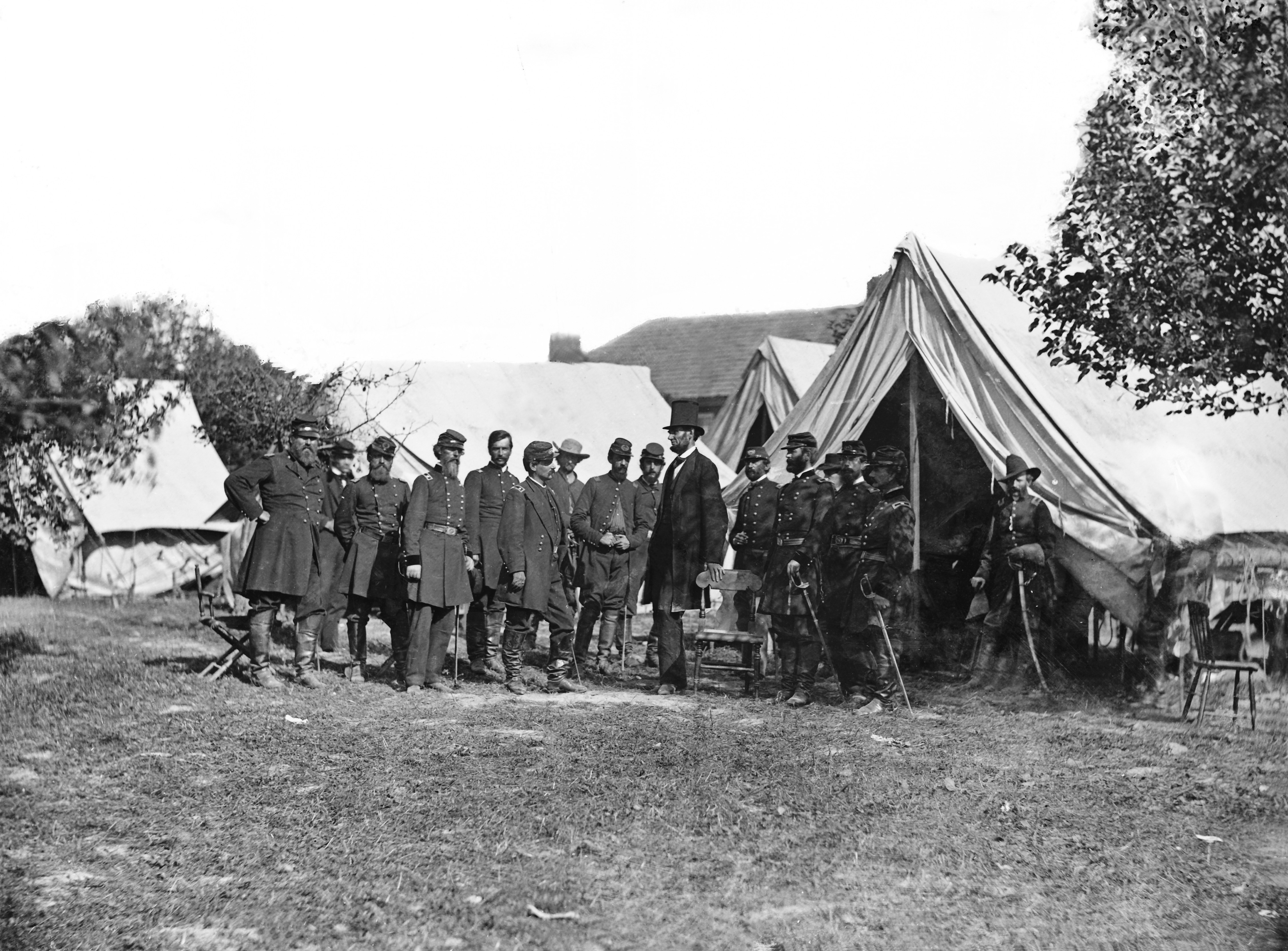
Custer (úplně vpravo) s prezidentem Abrahamem Lincolnem, Georgem B. McClellanem a ostatními důstojníky z bitvy o Antietam, 1862

Svá chlapecká léta trávil u své sestry a jejího muže v Monroe v Michiganu, kde navštěvoval školu McNeely Normal School, později známou jako Hopedale Normal College, v Hopedale v Ohiu, známou jako první koedukační vyšší školu pro učitele ve východním Ohiu. Na studia si Custer přivydělával rozvozem uhlí. Promoval na McNeely Normal School v roce 1856 a učil na škole v Ohiu.
Na americké válečné akademii ve West Pointu promoval v roce 1861 jako poslední v ročníku z 34 kadetů, hned po začátku občanské války. Dokonce ho málem vyloučili. Prý dostal až přes 500 důtek. Takové studijní výsledky obvykle nejsou dobré pro zahájení kariéry, ale měl štěstí, že vznikla potřeba nových důstojníků. Jeho působení na akademii bylo problematické, a tak byl každý rok stále blíž k vyloučení kvůli častým proviněním, zejména kvůli žertování na účet ostatních kadetů.

### Vojenská kariéra

#### Expedice
Po válce v roce 1873 podnikl Expedici Yellowstone, na kterou ho jako oficiální fotograf doprovázel William Pywell.

#### Bitva u Little Bighornu

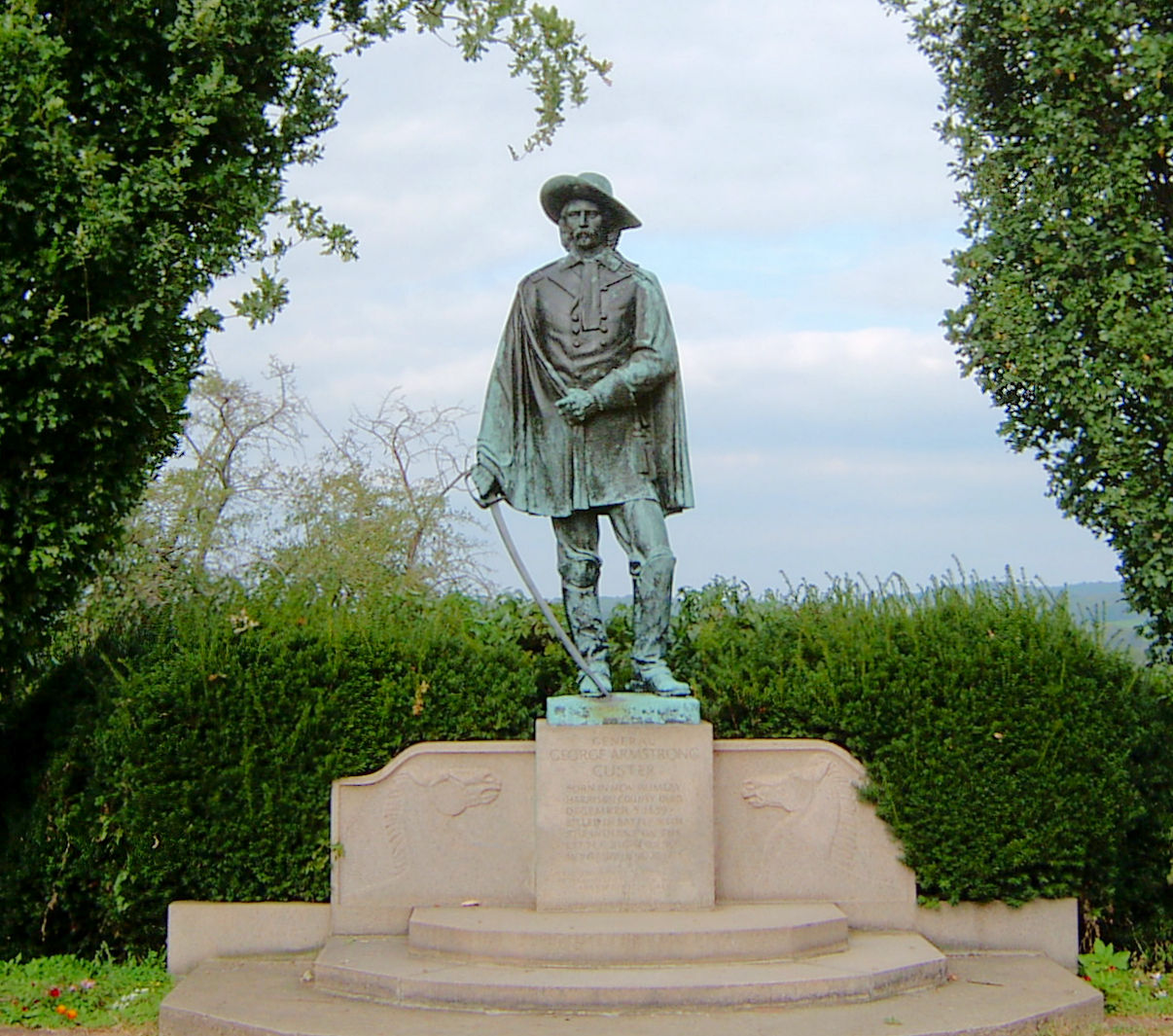
Custerův památník v rodném místě v New Rumley ve státě Ohio

Podplukovník Custer už během občanské války v kavalerii Unie projevoval zápal a odvahu na úkor rozvahy. V roce 1867 byl postaven před válečný soud pro špatné chování při sledování indiánů pod velením generála Hancocka. Neplnil rozkazy, opouštěl stanoviště pro své vlastní záležitosti a choval se surově ke svým mužům. Když byl v příštím roce opět vrácen do funkce, nechal zmasakrovat 103 Šajenů včetně žen a dětí. U indiánů si vysloužil přezdívku "Vrah žen". V roce 1876 byla jeho 7. kavalerie včleněna mezi jednotky generála Terryho, vyslaného proti odbojným Siouxům. Custer vděčil za tuto příležitost Terrymu, neboť on sám se pohádal s prezidentem Grantem a generály Shermanem a Sheridanem a byl v nemilosti. Mezi novináři pak Custer šířil obvinění o korupci na nejvyšších místech, pro kterou ale neměl žádné důkazy. U Little Bighornu Custer vedl jednu ze tří kolon, které se měly posléze spojit s ostatními do společného útoku. Custer se rozhodl neuposlechnout rozkazu. Své muže rozdělil na tři části. Útok měl být veden od severu, od jihu a od západu. V táboře indiánů bylo asi 15 000 lidí, z toho 6 000 siouxských a šajenských válečníků. Velitel jedné části Custerových vojáků, major Reno, se 112 vojáky útočil od jihu, ale byl indiány lehce přemožen a donucen se ukrýt mezi skaliska. Tam se k němu připojil kapitán Benteen, velitel druhé části Custerových vojáků, rovněž indiány zahnán. V tu dobu se Custer nacházel tři míle odtud a připravoval se k útoku přes řeku. Nemohl tedy svým mužům nijak pomoci. Dříve než Custer dorazili na místo další indiánští válečníci. Obklíčený Custer a jeho muži byli nuceni sesednout z koní a pustit se do zoufalého boje. Všichni byli do jednoho zabiti.